# Prunus cerasoides
Prunus cerasoides es una especie de árbol perteneciente a la familia de las rosáceas. Se encuentra en el Este de Asia, donde se distribuye por el Himalaya desde Himachal Pradesh en el norte de India, a China y Birmania. Crece en los bosques templados a una altitud de 1200 a 2400 metros.

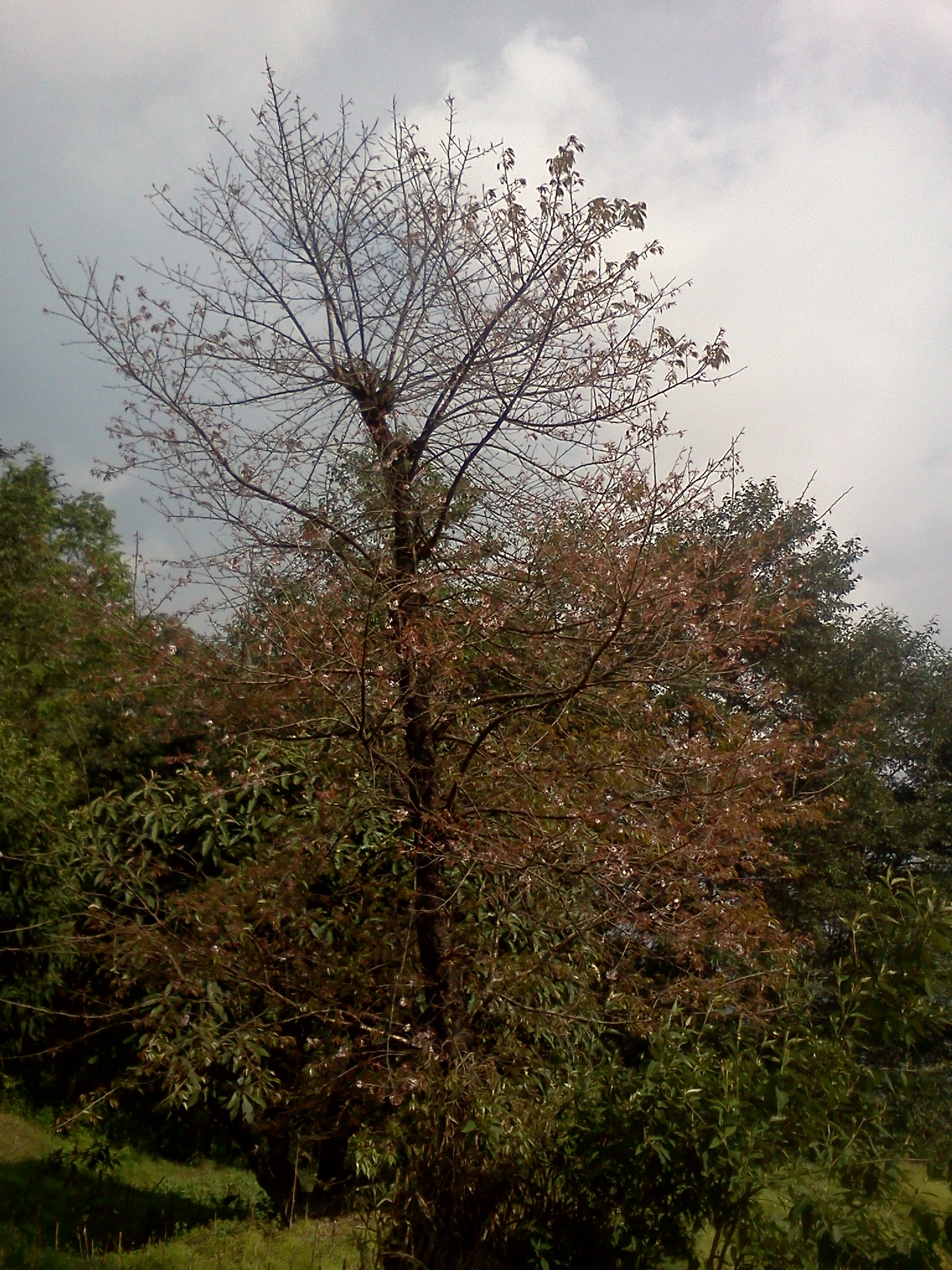
Vista de la planta.

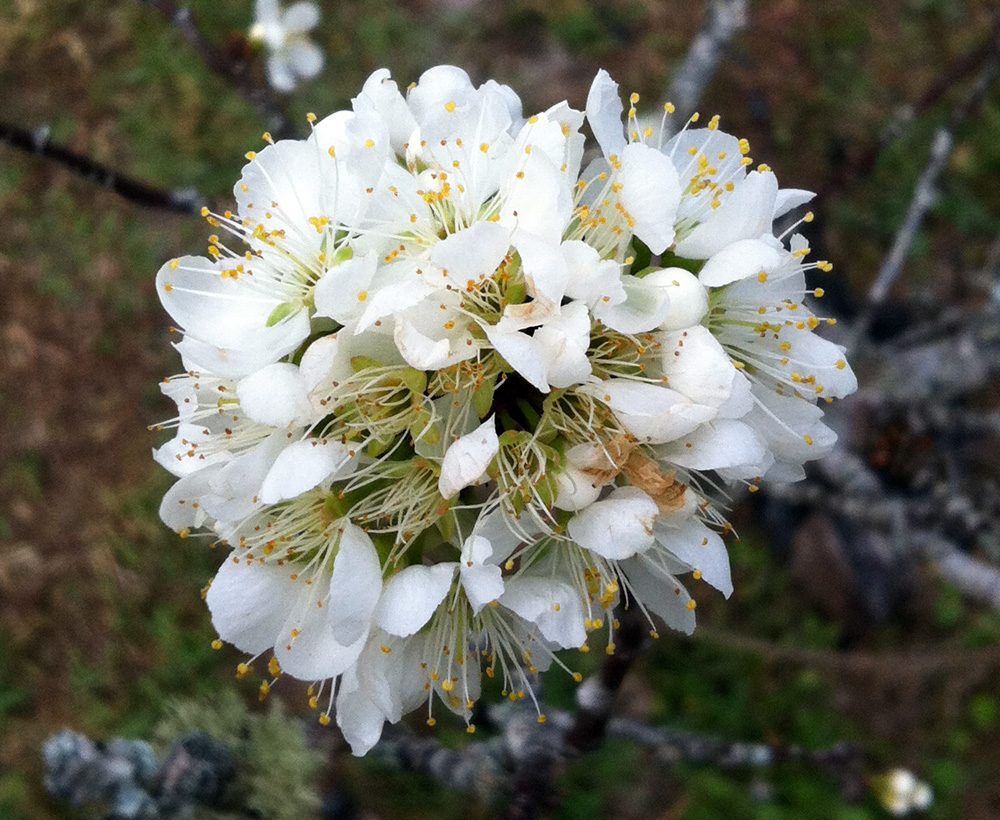
Inflorescencia.

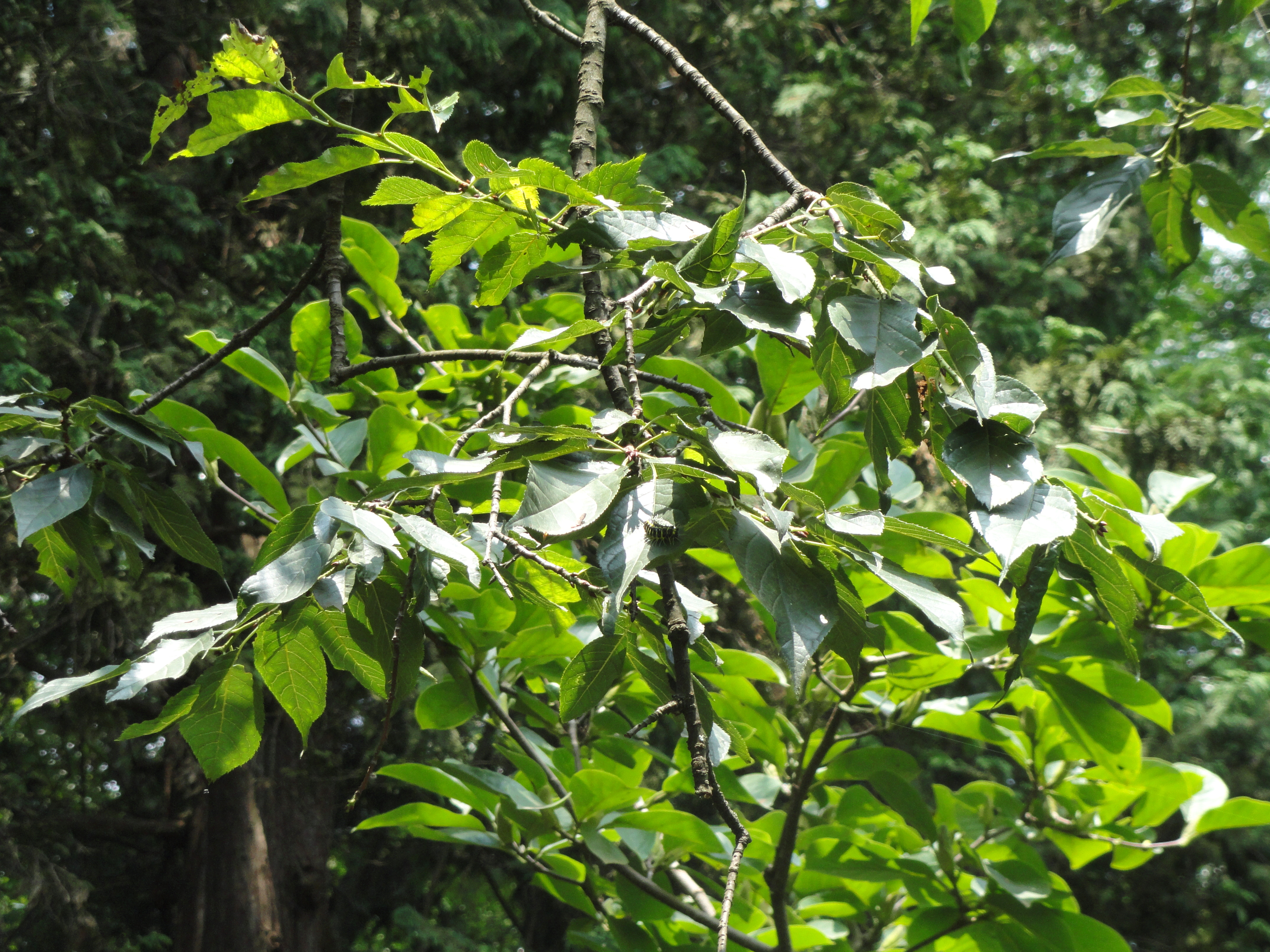
Follaje.

## Descripción
Prunus cerasoides  es un árbol que alcanza un tamaño de hasta 30 metros  de altura. Tiene la corteza brillante, anillada y largas y dentadas estípulas.
La floración se produce en otoño e invierno. Las flores son hermafroditas y de color blanco o rosado. Tiene frutos ovoides de color amarillo que se vuelven rojos cuando madura.

## Usos

### Cultivo
Prunus cerasoides se cultiva como árbol ornamental. El árbol crece con buen drenaje y retención de humedad del suelo-arcilloso, en un lugar abierto, soleado y protegido.
P. cerasoides, como la mayoría de los miembros del género Prunus, tiene la raíz poco profunda y arraigada y es probable que produzca retoños si la raíz está dañada.  Se sabe que son susceptibles al  hongo de miel. La semilla requiere dos a tres meses de estratificación y es mejor sembrarlo en un marco frío tan pronto como sea posible en invierno. La semilla crece muy lentamente y, a veces puede tomar alrededor de 18 meses para germinar dependiendo de las condiciones.

### Alimentación
La fruta de 15 mm de diámetro y las semillas, se pueden comer cruda o cocida.
Se obtiene una goma que se mastica y se obtiene de la corteza. Se puede emplear como un sustituto para la goma tragacanto.

### Otros usos
Los frutos y las hojas dan un tinte de color verde oscuro. Las semillas pueden ser utilizados en la fabricación de collares.
La madera es dura, fuerte, duradera y aromática, y las ramas se utilizan como bastones.

## Taxonomía
Prunus cerasoides fue descrita por Buch.-Ham. ex D.Don y publicado en Prodromus Florae Nepalensis' 239. 1825.
Etimología
Ver: Prunus: Etimología
cerasoides: epíteto latíno que significa "como cerasus" 
Sinonimia
- Cerasus cerasoides var. rubea (Ingram) T.T. Yu & C.L. Li
- Cerasus puddum Roxb. ex Ser.
- Maddenia pedicellata Hook. f.
- Prunus carmesina H. Hara
- Cerasus cerasoides (Buch.-Ham. ex D. Don) S.Y. Sokolov
- Prunus cerasoides var. majestica (Koehne) Ingram
- Prunus cerasoides var. rubea Ingram
- Prunus majestica Koehne
- Prunus puddum (Roxb. ex Ser.) Brandis[4][5]